# Romà Forns
Romà Forns (Barcelona, España, 9 de septiembre de 1885; ib., 26 de abril de 1942) fue un futbolista y entrenador español, que desarrolló su carrera en el Fútbol Club Barcelona.

## Trayectoria
Su carrera como jugador del Fútbol Club Barcelona se desarrolló entre 1904 y 1913. Compartió equipo con jugadores como Paco Bru, Paulino Alcántara o Jack Greenwell. Durante este período ganó cinco Campeonatos de Cataluña y un Campeonato de España. Forns, que jugaba como delantero, también pasó a la historia por marcar el primer gol en la inauguración del histórico campo del F. C. Barcelona en la calle Industria, en 1909.
Luego, fue directivo del club, hasta que en diciembre de 1926 fue propuesto como entrenador por la propia plantilla, convirtiéndose en el primer técnico catalán y español en sentarse en el banquillo azulgrana.
La temporada 1926-27 logró su primer título como entrenador, el Campeonato de Cataluña, título que reeditó en la temporada 1927-28 lo que le dio acceso a la Copa del Rey, donde el F. C. Barcelona también logró la victoria.
miniatura|Romà Forns (de pie, primero por la izquierda) con el Barça vencedor de la Copa de 1928.
La siguiente temporada dirigió al equipo que acabaría ganando el título de campeón de liga, en la primera edición del campeonato. Forns, no obstante, no llegó a concluir el campeonato en el banquillo ya que en marzo de 1929, a mitad de temporada, presentó su dimisión, coincidiendo con la renuncia del hasta entonces presidente, Arcadi Balaguer. La nueva junta designó a James Bellamy nuevo entrenador, adjudicándosele el título de liga a este, mientras que Forns fue nombrado mánager ayudante.
Poco tiempo después falleció a causa de una enfermedad que padecía desde hacía varios años.

## Selección catalana
Forns disputó varios encuentros con la selección de fútbol de Cataluña, entre ellos primer partido internacional del combinado catalán, disputado en París ante Francia, el 12 de febrero de 1912, que terminó con victoria local por 7-0.

## Trayectoria

### Como jugador
| Club            | País   | Año       |
| --------------- | ------ | --------- |
| F. C. Barcelona | España | 1904-1913 |

### Como entrenador
| Club            | País   | Año       |
| --------------- | ------ | --------- |
| F. C. Barcelona | España | 1926-1929 |

## Palmarés

### Como jugador
| Título                 | Club            | País   | Año  |
| ---------------------- | --------------- | ------ | ---- |
| Campeonato de Cataluña | F. C. Barcelona | España | 1905 |
| Campeonato de Cataluña | F. C. Barcelona | España | 1909 |
| Campeonato de Cataluña | F. C. Barcelona | España | 1910 |
| Copa del Rey           | F. C. Barcelona | España | 1910 |
| Campeonato de Cataluña | F. C. Barcelona | España | 1911 |
| Campeonato de Cataluña | F. C. Barcelona | España | 1913 |

### Como entrenador
| Título                 | Club            | País   | Año  |
| ---------------------- | --------------- | ------ | ---- |
| Campeonato de Cataluña | F. C. Barcelona | España | 1927 |
| Campeonato de Cataluña | F. C. Barcelona | España | 1928 |
| Copa del Rey           | F. C. Barcelona | España | 1928 |

| Predecesor: Richard Kohn | Entrenador del F. C. Barcelona 1926 – 1929 | Sucesor: James Bellamy |